# Étienne Geoffroy Saint-Hilaire
Étienne Geoffroy Saint-Hilaire (Étampes, 1772. április 15. – Párizs, 1844. június 19.) francia természettudós, aki megalapozta a "kompozíció egységének" elvét.
Jean-Baptiste Lamarck munkatársa volt, aki kibővítette és megvédte Lamarck evolúciós elméleteit. Geoffroy tudományos nézetei transzcendentális jellegűek voltak (ellentétben Lamarck materialista nézeteivel), és hasonlítottak az olyan német morfológusokéhoz, mint Lorenz Oken. Hitt a szervezetek felépítésének alapvető egységében és a fajok időbeli átalakulásának lehetőségében, és állításaihoz az összehasonlító anatómia, a paleontológia és az embriológia kutatásával gyűjtött bizonyítékokat. Őt tekintik az evo-devo evolúciós koncepció elődjének.

## Életpályája
Étampes-ban, a mai Essonne-ban született, és a párizsi Collège de Navarre-ban természetfilozófiát tanult Mathurin Jacques Brisson vezetésével. Ezt követően Louis-Jean-Marie Daubenton előadásait hallgatta a College de France-ban, majd Antoine-François de Fourcroy előadásait a Jardin des Plantes-ban. 1793 márciusában megkapta a megüresedett természetrajzi kabinet altisztjének és segéddemonstrátorának állását, majd egy 1793 júniusában elfogadott törvény értelmében Geoffroy-t az újonnan létrehozott Muséum National d'Histoire Naturelle tizenkét professzorának egyikévé nevezték ki, megkapva a zoológiai tanszéket. Ugyanebben az évben az intézményben egy állatkert kialakításával is foglalkozott.
1794-ben Geoffroy levelezésbe lépett Georges Cuvier-el, majd röviddel azután, hogy Cuviert kinevezték a Museum d'Histoire Naturelle asszisztensévé, Geoffroy befogadta őt a házába. A két barát együtt öt természetrajzi emlékiratot írt, amelyek közül az egyik, az emlősök osztályozásáról szóló, a jegyek alárendelésének gondolatát fogalmazza meg, amelyre Cuvier a zoológiai rendszerét alapozta. Geoffroy 1795-ben írt Histoire des Makis, ou singes de Madagascar című írásában fejezte ki először a szerves összetétel egységéről vallott nézeteit, amelyek hatása minden későbbi írásában érezhető; a természet, jegyzi meg, csak egyetlen építési tervet mutat be nekünk, amely elvben azonos, de járulékos részeiben változatos.
1798-ban Geoffroy-t Napóleon nagy egyiptomi tudományos expedíciójának tagjává választották az Institut d'Égypte természettudományi és fizikai részlegének tagjaként; az expedícióban 151 tudós és művész vett részt, köztük Dominique-Vivant Denon, Claude Louis Berthollet és Jean Baptiste Joseph Fourier is. Alexandria 1801. augusztusi kapitulációjakor részt vett abban, hogy ellenálljon a brit tábornok által az expedíció gyűjteményeire támasztott követelésnek, kijelentve, hogy amennyiben ez a követelés fennmarad, a történelemnek fel kell jegyeznie, hogy ő is felgyújtott egy könyvtárat Alexandriában. 1802 januárjának elején Geoffroy visszatért Párizsba. 1807 szeptemberében a Francia Tudományos Akadémia tagjává választották. A következő év márciusában Napóleon, aki nemzeti érdemeit már a becsületlégió keresztjének odaítélésével ismerte el, kiválasztotta, hogy látogassa meg a portugál múzeumokat, hogy onnan gyűjteményeket szerezzen, és a britek jelentős ellenállásával szemben végül sikerrel elérte, hogy a múzeumokat állandóan az országa birtokában tartsa.

## Későbbi karrierje
1809-ben, a Franciaországba való visszatérése utáni évben Geoffroy-t a párizsi természettudományi kar zoológiaprofesszorává nevezték ki, és ettől kezdve a korábbinál is kizárólagosabban az anatómiai tanulmányoknak szentelte magát. 1818-ban adta ki híres Philosophie anatomique című művének első részét, amelynek 1822-ben megjelent második kötete és az azt követő emlékiratai a fejlődés megállásának elve alapján számolnak be a monstrumok kialakulásáról és a hasonló részek vonzásáról.
Barátja, Robert Edmund Grant osztotta a terv egységéről vallott nézeteit, és levelezett vele, miközben az 1820-as évek végén Edinburgh-ban a tengeri gerinctelenekkel foglalkozott (1826-ban és 1827-ben tanítványa, Charles Darwin segített neki), amikor Grant sikeresen azonosította a hasnyálmirigyet a puhatestűeknél. 1830-ban, amikor Geoffroy a gerinctelenekre kezdte alkalmazni az állati felépítés egységére vonatkozó nézeteit, heves ellenfélre talált korábbi barátjában, Cuvier-ben.
Geoffroy, a szintetizáló, a szerves összetételben a terv egységéről szóló elméletével összhangban azt állította, hogy minden állat ugyanabból az elemből, ugyanolyan számban és ugyanolyan kapcsolatokkal épül fel: a homológ részeknek, bármennyire is különböznek formájukban és méretükben, ugyanabban a változatlan rendben kell kapcsolódniuk egymáshoz. Johann Wolfgang Goethével együtt úgy vélte, hogy a természetben létezik a növekedés kiegyenlítődésének vagy kiegyensúlyozásának törvénye, így ha egy szerv túlfejlődik, az valamely más rész rovására történik; és azt állította, hogy mivel a természet nem tesz hirtelen ugrásokat, még azok a szervek is, amelyek egy adott fajban feleslegessé válnak, ha ugyanannak a családnak más fajaiban fontos szerepet játszottak, megmaradnak mint csökevények, amelyek a teremtés általános tervének állandóságáról tanúskodnak. Meggyőződése volt, hogy az életfeltételek miatt nem ugyanazok a formák öröklődtek meg minden dolog eredete óta, bár nem volt meggyőződése, hogy a létező fajok módosulnak.
Cuvier, aki a tények analitikus megfigyelője volt, csak az együttélés vagy a harmónia törvényeinek érvényesülését ismerte el az állati szervekben, és fenntartotta a fajok abszolút változatlanságát, amelyekről kijelentette, hogy a körülmények figyelembevételével jöttek létre, minden egyes szervet a betöltendő funkcióra való tekintettel alkottak meg, így Geoffroy megfontolásai szerint a hatást az okozat helyébe helyezte.

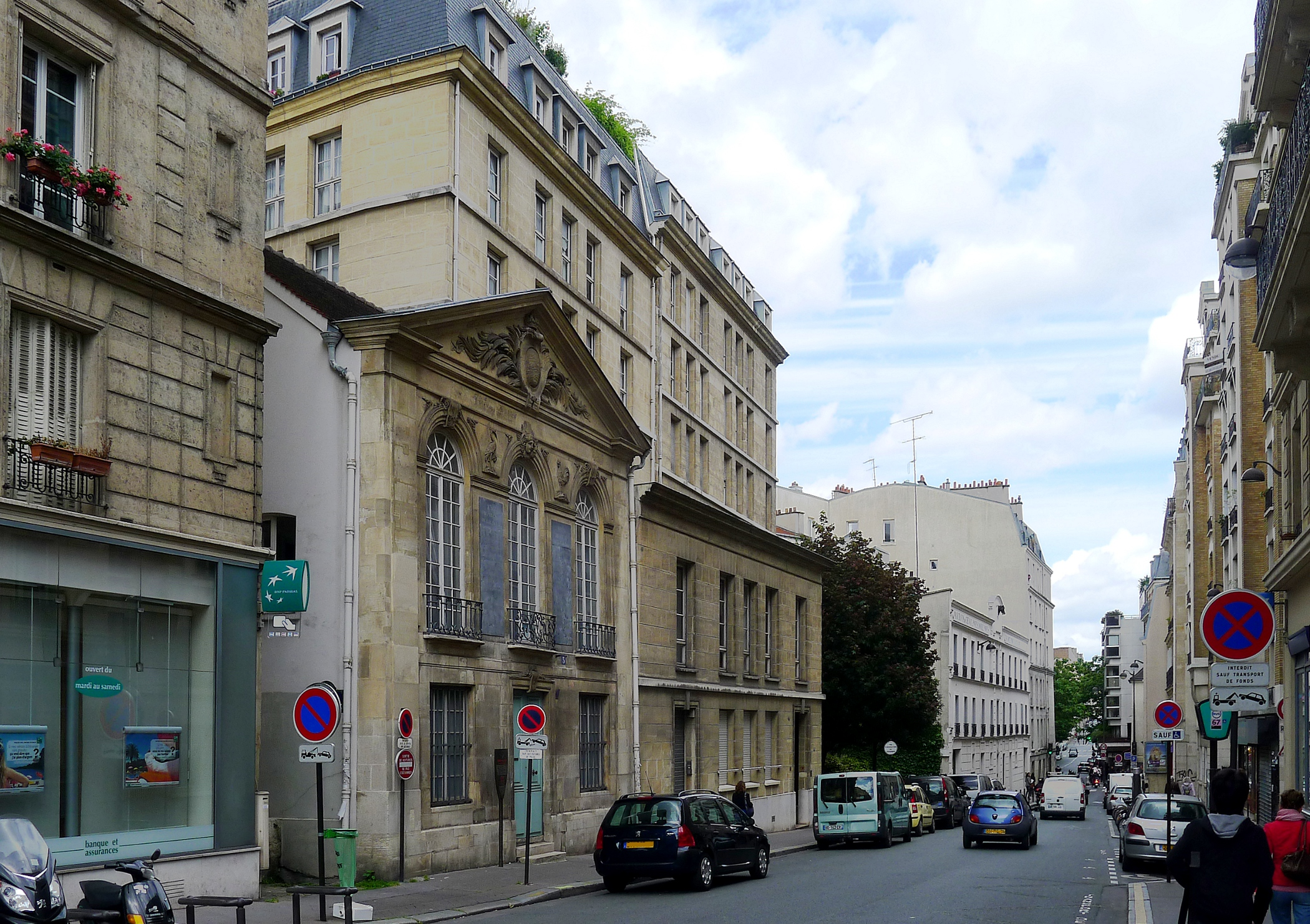
Az Étienne Geoffroy Saint-Hilaire-ról elnevezett utca Párizsban

Geoffroy barátja, Robert Edmund Grant osztotta a terv egységéről vallott nézeteit, és levelezett vele, miközben az 1820-as évek végén Edinburgh-ban a tengeri gerinctelenekkel foglalkozott (1826-ban és 1827-ben tanítványa, Charles Darwin segített neki), amikor Grant sikeresen azonosította a hasnyálmirigyet a puhatestűeknél. 1830-ban, amikor Geoffroy a gerinctelenekre kezdte alkalmazni az állati összetétel egységéről vallott nézeteit, heves ellenfélre talált korábbi barátjában, Cuvier-ben.

## Geoffroy elmélete
Geoffroy deista volt, ami azt jelenti, hogy hitt egy Istenben, de egy törvényszerű világegyetemben is, amelyben nincs természetfeletti beavatkozás a létezés részleteibe. Ez a fajta nézet a felvilágosodásban elterjedt volt, és a kinyilatkoztatás és a csodák elutasításával jár együtt, és a Bibliát sem Isten szó szerinti szavaként értelmezi. Ezek a nézetek nem álltak ellentétben a szerves változásokról alkotott naturalista elképzeléseivel.
Geoffroy elmélete nem a közös leszármazás elmélete volt, hanem egy adott típusban meglévő potenciál kidolgozása. Számára a környezet a szerves változás közvetlen indukcióját okozza. Ezt a véleményt Ernst Mayr "geoffroyizmus"-nak nevezi, ami határozottan nem az, amit Lamarck hitt (Lamarck számára a szokások megváltozása az, ami megváltoztatja az állatot). A környezet közvetlen hatását az öröklődő tulajdonságokra ma már nem tartják központi evolúciós erőnek; még Lawrence is tudta 1816-ban, hogy az éghajlat nem közvetlenül okozza az emberi fajok közötti nagy különbségeket.

## Hagyatéka

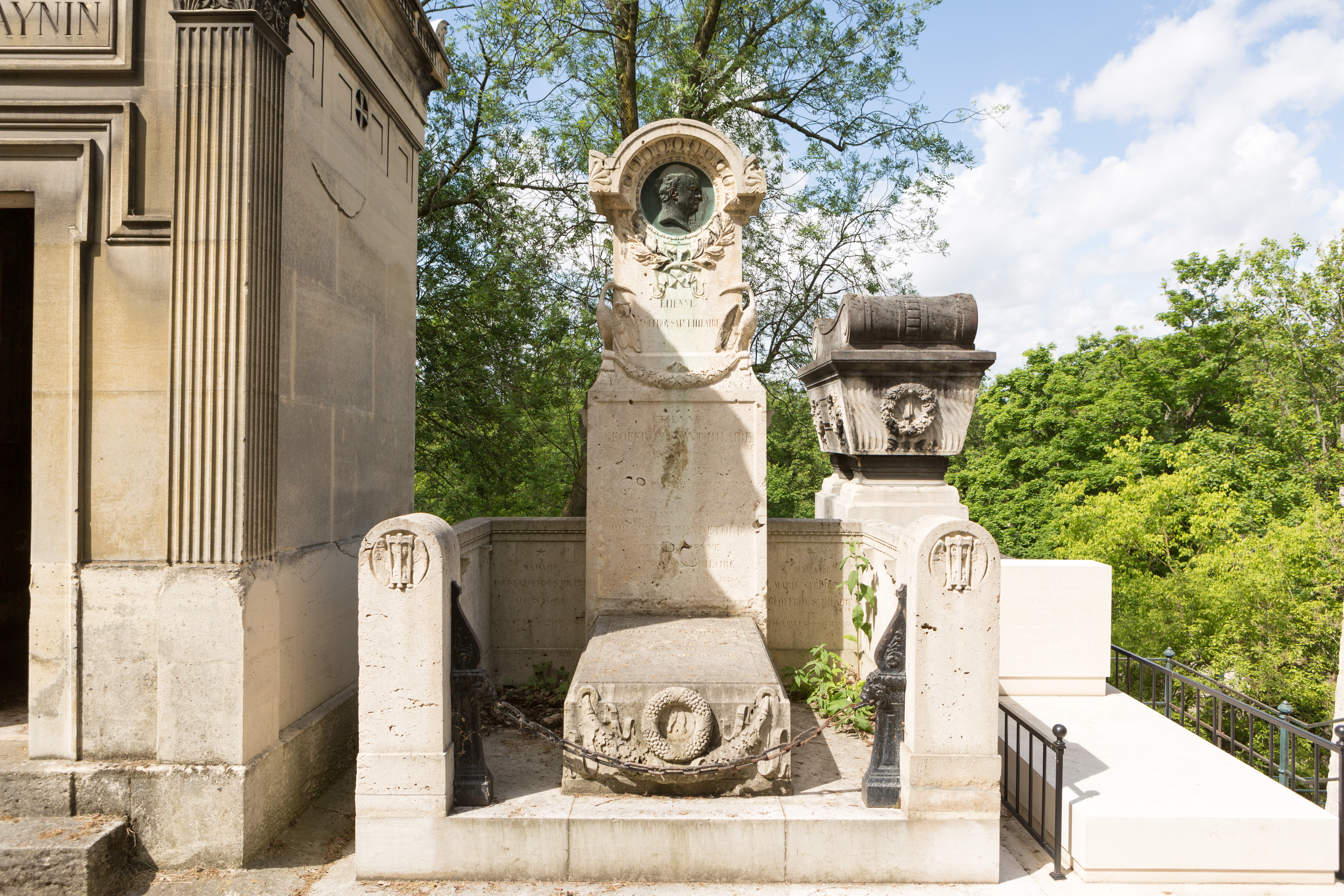
Étienne Geoffroy Saint-Hilaire síremléke

- A Geoffroy-macskát (Leopardus geoffroyi) az ő tiszteletére nevezték el.

- Étienne Geoffroy Saint-Hilaire-nek állít emléket egy dél-amerikai teknősfaj tudományos neve, a Phrynops geoffroanus (Sötét varangyteknős).

- Nevét számos más faj, köztük a Geoffroy-pókmajom, a Geoffroy-denevér, a Geoffroy-erszényesnyest  és a Geoffroy-tamarin is az ő tiszteletére viseli.

- Róla nevezték el a Corydoras geoffroy nevű harcsát.

- A Rue Geoffroy Saint-Hilaire [fr] egy utca Párizs 5ème arrondissementjében, a Jardin des Plantes és a Muséum national d'histoire naturelle közelében.

## A populáris kultúrában
- Honoré de Balzac francia író Le Père Goriot című regényét Saint-Hilaire-nek ajánlotta, "munkássága és zsenialitása iránti csodálata jeléül".

## Fordítás
Ez a szócikk részben vagy egészben  az   Étienne Geoffroy Saint-Hilaire című angol Wikipédia-szócikk fordításán alapul.  Az eredeti cikk szerkesztőit annak laptörténete sorolja fel. Ez a jelzés csupán a megfogalmazás eredetét és a szerzői jogokat jelzi, nem szolgál a cikkben szereplő információk forrásmegjelöléseként.